# Huelga general

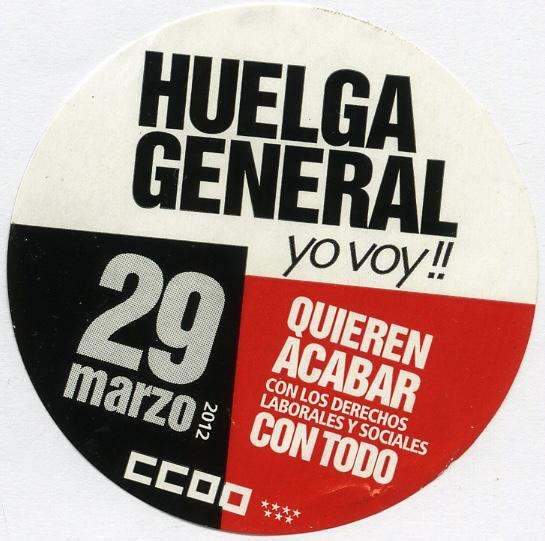
Un botón de apoyo a la huelga general española de 2012

Una huelga general o paro general es una huelga que afecta simultáneamente a todas las actividades laborales.
La huelga general es convocada por el movimiento sindical —sindicatos y centrales obreras y dirigida al conjunto de trabajadores—. La convocatoria y participación en la huelga general puede dirigirse exclusivamente a la clase trabajadora o ser más amplia y afectar a otros sectores y organizaciones sociales como estudiantes, parados o desempleados, jubilados, pudiendo recibir apoyo de sectores no tradicionales del movimiento obrero cuando las reivindicaciones afectan a todo el conjunto social: reconversiones económicas, reconversión industrial, deslocalización de empresas, depresiones, crisis económicas y financieras.

## Historia
El primero en teorizar sobre la huelga general como arma política (la llamó la «gran vacación nacional», Gran National Holiday, o «gran día sagrado nacional», al descomponer la palabra holi-day, 'día sagrado') fue el obrero radical británico William Benbow en una obra publicada en 1832 con el título La gran vacación nacional y el congreso de las clases productoras, que pronto se convirtió en uno de los escritos más difundidos del primer socialismo inglés y en una obra de referencia para el movimiento cartista, en el que Benbow participó activamente.
A finales del siglo XIX, los movimientos obreros internacionales, de creciente influencia, defendieron la huelga general con fines industriales y políticos.
Por lo general en Europa, durante el siglo XIX, la huelga general se usó para demandar derechos políticos (sufragio universal) o sociales (legislación social y la reconocimiento legal de las organizaciones obreras). Dentro de la izquierda política la huelga general era también considerada como el elemento que iniciaría la revolución social, al paralizar la actividad del Estado e implementar el control obrero de la producción y la administración estatal. Georges Sorel fue el principal teórico de esta forma de acción. En Reflexiones sobre la violencia (1908), señalando que el mito de la huelga general sirve para reforzar la solidaridad, la conciencia de clase y el espíritu revolucionario en la clase trabajadora. 
Durante los dos primeros siglos de la Revolución industrial, sin embargo, la huelga laboral estuvo severamente penada, y no fue hasta la difusión de la socialdemocracia a comienzos del siglo XX cuando el derecho de huelga fue reconocido internacionalmente como un derecho esencial de los trabajadores constitutivo de la libertad sindical. Se trata de uno de los derechos de segunda generación, que se reconoce en la actualidad en la mayoría de los ordenamientos internos y en tratados internacionales de alcance universal como el Pacto Internacional de Derechos Económicos, Sociales y Culturales.
Salvo en algunos negocios informales, su ausencia fue notable en calles, escuelas, oficinas, transporte, bancos, medios de comunicación y otros espacios.